# Norvège aux Jeux olympiques de 1904
La Norvège participe aux Jeux olympiques d'été de 1904 à Saint-Louis. Quatre athlètes norvégiens participent aux compétitions. Ils y obtiennent deux médailles d’or en lutte.

## Médailles
| Médaille | Discipline | Épreuve       | Athlète          | Performance | Date |
| -------- | ---------- | ------------- | ---------------- | ----------- | ---- |
| Or       | Lutte      | Poids welters | Charles Ericksen |             |      |
| Or       | Lutte      | Poids lourds  | Bernhoff Hansen  |             |      |